# Фердинанд-Гастон-Ламораль де Крой
Фердинанд-Гастон-Ламораль де Крой (фр. Ferdinand-Gaston-Lamoral de Croÿ; ум. 1720), титулярный герцог де Крой, граф дю Рё, князь Священной Римской империи, гранд Испании 1-го класса — имперский генерал, участник Великой турецкой войны.

## Биография
Сын Эсташа II де Кроя, графа дю Рё, и Теодоры Гертруды Марии фон Кеттлер.
Барон де Борен, фон Лаге и Ассен, пэр и наследный хлебодар Эно.
Рыцарь Тевтонского ордена. В 1687 году пожалован в рыцари ордена Золотого руна.
Был губернатором Монса, капитан-генералом, великим бальи и верховным офицером страны и графства Эно (назначен 17 апреля 1698, по окончании периода интерима). Поддержал Филиппа V Испанского. Сохранял должность великого бальи до оккупации Эно войсками союзников в 1709 году, в ходе войны за Испанское наследство.
Генерал артиллерии у герцога Саксонского, государственный советник и член Императорского Военного совета, генерал-фельдмаршал-лейтенант (1706).
Получил несколько ранений в битве при Зенте, в октябре 1697 отличился в деле под Сегедином, и участвовал во всех операциях до заключения Карловицкого мира.
В 1684 году, после смерти герцога Эрнста Богуслава фон Кроя, стал главой дома де Крой и принял титул герцога де Кроя.

## Семья
Жена (20.05.1673): Мария Анна Антуанетта ван Берген (ум. 28.08.1714), дочь Евгения ван Бергена, графа ван Гринбергена, и Флоранс-Маргариты ван Ренессе-Варфузее
Дети:
- Жозеф-Фердинанд де Крой (1696—10.1711), маркиз де Крой
- Александр де Крой (ум. 15.11.1703), имперский полковник кавалерии. Убит в сражении на Шпейербахе, где командовал своим полком
- Тереза-Максимильена де Крой (ум. 1719), канонисса в Монсе
- Мари-Филиппина де Крой (1669—5.02.1737). Муж (2.02.1708): маркиз Отон-Жиллон де Тразеньи (ум. 1720)
- герцог Филипп-Франсуа де Крой (ум. 5.06.1723). Жена 1) (10.06.1705): Анна-Луиза де Латрамери, маркиза де Форе (ум. 1706), дочь Франсуа де Латрамери, маркиза де Форе; 2) (1708): Луиза Франсуаза де Амаль, канонисса в Нивеле, дочь графа Фердинанда де Амаля и Бригиты Альдегонды де Тразеньи
- Адриен де Крой (1680—1699, Монс). Умер от оспы
- N де Крой, ум. в малолетстве